# Винантс, Мартен
Мартен Винантс   (нидерл. Maarten Wynants; род. 13 мая 1982, Хасселт,  Бельгия) — бельгийский профессиональный  шоссейный велогонщик. Завершил карьеру велогонщика в апреле 2021 года. С апреля 2021 года -  спортивный директор команды мирового тура «Jumbo-Visma».

## Достижения
2004
1-й  - Чемпион Бельгии в групповой гонке (U-23)
2006
1-й - Grote Prijs Beeckman-De Caluwé
2010
 Приз самому агрессивному гонщику Тур де Франс
2012
10-й - Париж — Рубе
2013
2-й - Trofeo Platja de Muro
9-й - Омлоп Хет Ниувсблад
2014
6-й - Кюрне — Брюссель — Кюрне
2016
9-й - Ле Самын
9-й - Tour de l'Eurométropole
2017
2-й - Омлоп ван хет Хаутланд
3-й - Omloop Mandel-Leie-Schelde
2018
1-й — Этап 5 (КГ) Тур Британии

### Гранд-туры
| Гонка           | 2009 | 2010 | 2011 | 2012 | 2013 | 2014 | 2015 | 2016 | 2017 |
| --------------- | ---- | ---- | ---- | ---- | ---- | ---- | ---- | ---- | ---- |
| Джиро д'Италия  | —    | —    | —    | —    | НФ   | —    | —    | —    | —    |
| Тур де Франс    | —    | 116  | —    | НФ   | 132  | 117  | —    | 138  | —    |
| Вуэльта Испании | 113  | —    | —    | —    | —    | —    | НФ   | —    | —    |

| —  | Не участвовал  |
| НФ | Не финишировал |